# Hisao Yamada
Hisao M. Yamada (* 8. Juni 1930 in der Präfektur Tokio; † 21. Mai 2008) war ein japanischer Informatiker.

## Leben
Yamada wurde 1960 an der Moore School of Electrical Engineering der  University of Pennsylvania bei Robert McNaughton in Informatik promoviert. In seiner Dissertation führte er den Begriff Realzeit-Komplexität in die Komplexitätstheorie ein und betrachtete Beispiele und Gegenbeispiele für Funktionen, die in Echtzeit berechenbar sind. Von 1960 bis 1962 war er Manager des Information Processing Laboratory von General Dynamics in Rochester (New York) und danach bei der IBM Forschungsabteilung in Poughkeepsie (New York). Ab 1966 war er wieder an der Moore School der University of Pennsylvania, wo er die Lehre in Informatik aufbaute (die spätere Abteilung Computer and Information Science, CIS). 1972 ging er an die Universität Tokio als Professor für Informatik, was er bis 1991 blieb. Außerdem war er von 1988 bis 1996 am Nationalen Institut für Informatik in Tokio und von 1996 bis 2001 Professor an der Universität Chukyo in Nagoya.
Mit McNaughton schrieb er einige grundlegende Arbeiten über die Theorie endlicher Automaten und reguläre Ausdrücke  und war einer der Pioniere der Komplexitätstheorie.
In Tokio war er wesentlich an der Entwicklung effizienter Keyboards für die japanische Schrift beteiligt (wobei es drei Schriftarten gibt, Hiragana, Katakana und das viele Zeichen umfassende Kanji). Dazu erfand er den T-Code.
Er war mit Nobuko Yamada verheiratet und hatte einen Sohn und eine Tochter.